# Peugeot 108
Peugeot 108 — городской хетчбэк с трёх- и пятидверным кузовом, дебютировавший на автосалоне в Женеве в марте 2014 года и пришедший на замену Peugeot 107.
Автомобиль построен на платформе, совместно разработанной компаниями PSA Peugeot Citroën и Toyota, наряду с Citroën C1 второго поколения и Toyota Aygo второго поколения, имеет такие же как и в них шасси, двигатель и электрику, и выпускается на том же заводе в Чешской Республике. Оснащается по выбору одним из двух трёхцилиндровых двигателей: либо 1,0 л VTi (68 л. с.), либо 1,2 л Puretech мощностью 82 л. с. Автомобиль оборудован 6 подушками безопасности.
Опционально устанавливается следующее оборудование:
- складывающаяся крыша;
- помощник контроля скорости на подъёме дороги;
- система контроля давления в шинах;
- система предотвращения столкновений при низкой скорости;
- камера заднего вида;
- автоматический климат-контроль;
- система зажигания и запуска без ключа;
- регулировка высоты сиденья водителя;
- подключение смартфона через систему MirrorLink.[3]

В 2015 году была представлена новая специальная серия Roland Garros в преддверии открытого чемпионата Франции по теннису.